# Република Македонија на Светском првенству у атлетици у дворани 2014.
Македонија је учествовала на Светском првенству у атлетици у дворани 2014. одржаном у Сопоту од 7. до 9. марта. Репрезентацију Македоније на њеном четвртом учествовању на светским првенствима у дворани представљао је један атлетичар који се такмичио у трци на 60 метара.
На овом првенству Македонија није освојила ниједну медаљу, нити је оборен неки рекорд.

## Учесници
Мушкарци:
- Ристе Пандев — 60 м

## Резултати

### Мушкарци
| Атлетичар    | Дисциплина | Лични рекорд | Квалификације | Квалификације | Полуфинале           | Полуфинале           | Финале               | Финале       | Детаљи |
| Атлетичар    | Дисциплина | Лични рекорд | Резултат      | Место         | Резултат             | Место                | Резултат             | Место        | Детаљи |
| ------------ | ---------- | ------------ | ------------- | ------------- | -------------------- | -------------------- | -------------------- | ------------ | ------ |
| Ристе Пандев | 60 м       | 6,86         | 7,00          | 6. у гр. 6    | Није се квалификовао | Није се квалификовао | Није се квалификовао | 36 / 43 (44) |        |